# Haczykodziobek śniady
Haczykodziobek śniady (Diglossa plumbea) – gatunek niewielkiego ptaka śpiewającego z rodziny tanagrowatych (Thraupidae). Występuje w Ameryce Centralnej – w Kostaryce i Panamie. Nie jest zagrożony wyginięciem.

## Systematyka
Pierwotnie gatunek ten umieszczony został w rodzinie cukrzyków (Coerebidae), obecnie mającej status podrodziny. Część systematyków uznaje ten gatunek za monotypowy, ale niekiedy wyróżnia się dwa podgatunki:
- D. plumbea plumbea – Kostaryka i skrajnie zachodnia Panama.
- D. plumbea veraguensis – zachodnia Panama.

## Charakterystyka

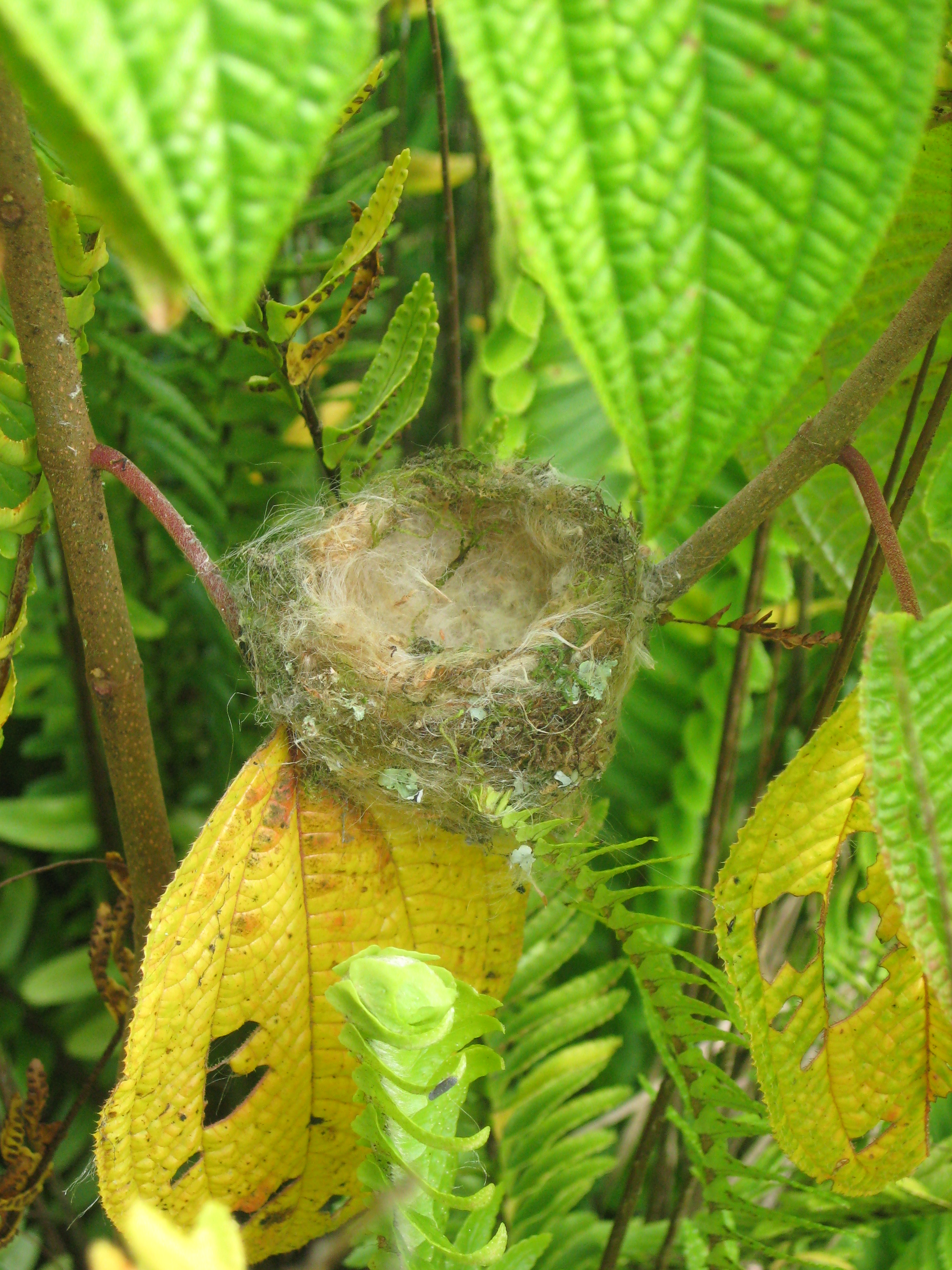
Gniazdo w Chiriquí, Panama

Jest to niewielki ptak o długości ciała 10 cm i masie około 9 g. Dorosły samiec jest niebiesko-szary z szarym gardłem i piersią. Ogon i skrzydła są czarne z szarymi końcami. Samica jest oliwkowo-brązowa, z bledszym gardłem i piersią. Zarówno samiec i samica mają charakterystyczny, zadarty ku górze dziób. Młode przypominają wyglądem samicę, ale mają płowo-żółty brzuch.

## Występowanie
Jest to endemiczny gatunek, występujący tylko na wyżynach Kostaryki i zachodniej Panamy.
Zamieszkuje górskie lasy deszczowe, głównie ich rzadsze rejony z kwitnącymi zaroślami, także ogrody. Żyje na wysokościach od 1200 m do 1900 m n.p.m.

## Tryb życia
Od sposobu odżywiania tego gatunku pochodzi jego nazwa w języku angielskim: Slaty Flowerpiercer. Dziurawi on swoim dziobem podstawę kwiatów różnych krzewów i przez powstały otwór spija nektar. Dodatkowo żywi się niewielkimi owadami łapanymi na ziemi bądź w locie.
Samica buduje z materiału roślinnego stosunkowo duże gniazda. Są one położone na krzewach i drzewach na wysokości 0,1 do 4 m. Składa w nich dwa brązowo kropkowane bladoniebieskie jaja, które wysiaduje około dwóch tygodni.

## Status
W Czerwonej księdze gatunków zagrożonych IUCN gatunek ten ma kategorię najmniejszej troski (LC, Least Concern) nieprzerwanie od 1988 roku. Liczebność populacji nie została oszacowana, ale ptak ten opisywany jest jako pospolity. Trend liczebności populacji uznawany jest za stabilny.